# 凹凸科技
凹凸科技有限公司（O2Micro）（NASDAQ：OIIM）（前港交所上市編號：0457），是在1995年成立，主要業務生產集成電路、電子商貿管理等。
凹凸科技曾經在2006年於香港交易所作第二上市。但由於在香港交投疏落，因此成本也不划算，所以在股東大會通過在2009年撤銷上市。而納斯達克交易市場繼續上市。

## 外部連絡
- 凹凸科技網站（页面存档备份，存于）
- 凹凸科技(00457)预期下周三收市后撤销上市地位